# Rita Borsellino

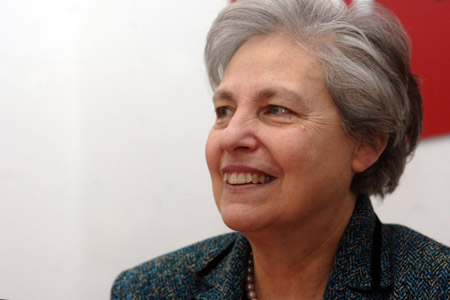
Rita Borsellino

Rita Borsellino (* 2. Juni 1945 in Palermo; † 15. August 2018 ebenda) war eine italienische Politikerin der Partito Democratico, die sich auf Sizilien im Kampf gegen die Mafia engagierte und als eine der Symbolfiguren der Anti-Mafia-Bewegung galt.

## Leben
Sie wurde als die jüngere Schwester des Richters Paolo Borsellino geboren. 1967 schloss sie in Palermo ihr Pharmaziestudium ab und arbeitete als Pharmazeutin in der Apotheke ihres Vaters.
Borsellinos politische Laufbahn begann, als ihr Bruder, der zusammen mit Giovanni Falcone gegen die Mafia ermittelte, 1992 in deren Auftrag ermordet wurde. Sie gründete 1995 die Libera, eine Organisation, deren Ziel es ist, die sizilianische Bevölkerung, vor allem Jugendliche, dahingehend zu motivieren, Stellung gegen die Mafia zu beziehen. Borsellino war Vizepräsidentin dieser Organisation.
Im Mai 2006 trat sie bei den Wahlen zum sizilianischen Regionalparlament an, unterlag aber Salvatore Cuffaro, der bereits seit 2001 Präsident war, und wurde Oppositionsführerin. Seit der Europawahl 2009 war sie Abgeordnete des Europäischen Parlaments. Dort gehörte sie der sozialdemokratischen Fraktion S&D an.
Als EU-Parlamentarierin war Borsellino Mitglied im Ausschuss für bürgerliche Freiheiten, Justiz und Inneres sowie im Sonderausschuss gegen organisiertes Verbrechen, Korruption und Geldwäsche und in der Delegation für die Beziehungen zur Arabischen Halbinsel.
Am 30. Oktober 2011 erklärte Borsellino ihre Bereitschaft, 2012 für das Amt der Bürgermeisterin von Palermo zu kandidieren. Sie verlor jedoch am 4. März 2012 die Vorwahlen der Mitte-links-Parteien, trotz Unterstützung durch die Parteiführung der PD, gegen Fabrizio Ferrandelli.
Borsellino war verheiratet und hatte drei Söhne. Seit 1998 war sie auch Vorsitzende der Associazione Piera Cutino - guarire dalla talassemia, eines gemeinnützigen Vereins zur Erforschung von Thalassämie-Erkrankungen.